# جام ملت‌های زنان آسیا ۲۰۰۸
جام ملت‌های زنان آسیا ۲۰۰۸ شانزدهمین دوره رقابت‌های فوتبال جام ملت‌های زنان آسیا بود که توسط ای‌اف‌سی و به میزبانی کشور ویتنام برگزار شد.

## تیم‌های راه‌یافته
- ۸ تیم راه‌یافته به جام ملت‌های زنان آسیا ۲۰۰۸:
- استرالیا
- کرهٔ شمالی
- چین
- کرهٔ جنوبی
- ژاپن
- تایلند
- ویتنام
- تایوان